# Баскетбол на Европейских играх 2019
Баскетбол на Европейских играх 2019 — соревнования по баскетболу на Европейских играх 2019 прошли с 22 по 25 июня 2019 года в столице Белоруссии, в городе Минске, в спортивном комплексе «Palova Arena». Было разыграно 2 комплекта медалей в стритболе 3×3. В соревнованиях приняли участие 128 человек.
Ведущим Игр был российский спортивный журналист, шоумен, МС - Александр Невзгода.

## Календарь
| ЦО | Церемония открытия | 2 | Финалы соревнований | ЦЗ | Церемония закрытия |

| Июнь          | Июнь          | 21 Пт | 22 Сб | 23 Вс | 24 Пн | 25 Вт | 26 Ср | 27 Чт | 28 Пт | 29 Сб | 30 Вс | Медали |
| ------------- | ------------- | ----- | ----- | ----- | ----- | ----- | ----- | ----- | ----- | ----- | ----- | ------ |
| Баскетбол 3×3 | Баскетбол 3×3 |       | ●     | ●     | ●     | 2     |       |       |       |       |       | 2      |

## Медали
| Дисциплина | Золото                                                                      | Серебро                                                                          | Бронза                                                                           |
| ---------- | --------------------------------------------------------------------------- | -------------------------------------------------------------------------------- | -------------------------------------------------------------------------------- |
| Мужчины    | Россия · Илья Карпенков · Кирилл Писклов · Станислав Шаров · Алексей Жердев | Латвия · Армандс Гинтерс · Робертс Паже · Армандс Сеньканс · Мартиньш Штейнбергс | Беларусь · Сергей Вабищевич · Максим Лютыч · Никита Мещеряков · Андрей Рогозенко |
| Женщины    | Франция · Муданди Джальди-Табди · Каролин Эрьо · Асситан Коне · Жоанна Тайо | Эстония · Мерике Андерсон · Кадри-Анн Ласс · Анника Кёстер · Яанне Пулк          | Беларусь · Наталья Дашкевич · Марина Иващенко · Дарья Магаляс · Анастасия Сущик  |

### Общий зачёт
| Общее количество медалей |          |        |         |        |       |
| Место                    | Страна   | Золото | Серебро | Бронза | Всего |
| 1                        | Франция  | 1      | 0       | 0      | 1     |
| 1                        | Россия   | 1      | 0       | 0      | 1     |
| 3                        | Эстония  | 0      | 1       | 0      | 1     |
| 3                        | Латвия   | 0      | 1       | 0      | 1     |
| 5                        | Беларусь | 0      | 0       | 2      | 2     |
|                          | Всего    | 0      | 0       | 0      | 0     |